# Belleville (Nueva York)
Belleville es un lugar designado por el censo ubicado en el condado de Jefferson en el estado estadounidense de Nueva York. En el año 2010 tenía una población de 226 habitantes.

## Geografía
Belleville se encuentra ubicado en las coordenadas 43°47′3″N 76°7′1″O / 43.78417, -76.11694.